# Stereotaktische Hirnoperation
Stereotaktische Hirnoperationen oder stereotaktische Operation (zu griechisch στερεός stereós „hart, starr“ und τάξις táxis „Anordnung, Einrichtung“) bezeichnet minimalinvasive Verfahren der Neurochirurgie und der Strahlentherapie, bei denen der Kopf des Patienten und die medizinischen Instrumente in einem fest verschraubten Rahmen fixiert sind, um höchste Genauigkeit zu erreichen. Heutige stereotaktische Eingriffe verwenden außerdem oft Echtzeitbildgebung mittels Computertomographie und Kernspintomographie sowie computergestützte Instrumentenführung. 
Die bildgesteuerte, computerassistierte Berechnung der Wege und Abstände erlaubt ein nahezu verletzungsfreies Bewegen des versierten Arztes im Körperinneren. Tief gelegene Erkrankungsherde können diagnostisch genauestens identifiziert werden. Mittels Stereoelektroenzephalographie können Aktivierungsmuster klassifiziert werden. Durch Punktierung können Zellproben entnommen werden. Krebswucherungen im Hirn sowie andere Gefäßmissbildungen können beseitigt werden (Onkologische Stereotaxie). Bewegungsstörungen wie Tremor, Tourette-Syndrom oder Erscheinungen des Morbus Parkinson sowie einige Formen chronifizierter Schmerzen können ebenfalls behandelt werden (Funktionelle Stereotaxie).
Außer der therapeutischen Eingriffe am Gehirn haben sich besonders im Bereich der HNO-Chirurgie weitere extrakranielle (d. h. außerhalb der Kopfpartie stattfindende) Anwendungen herausgebildet.

## Neurochirurgie

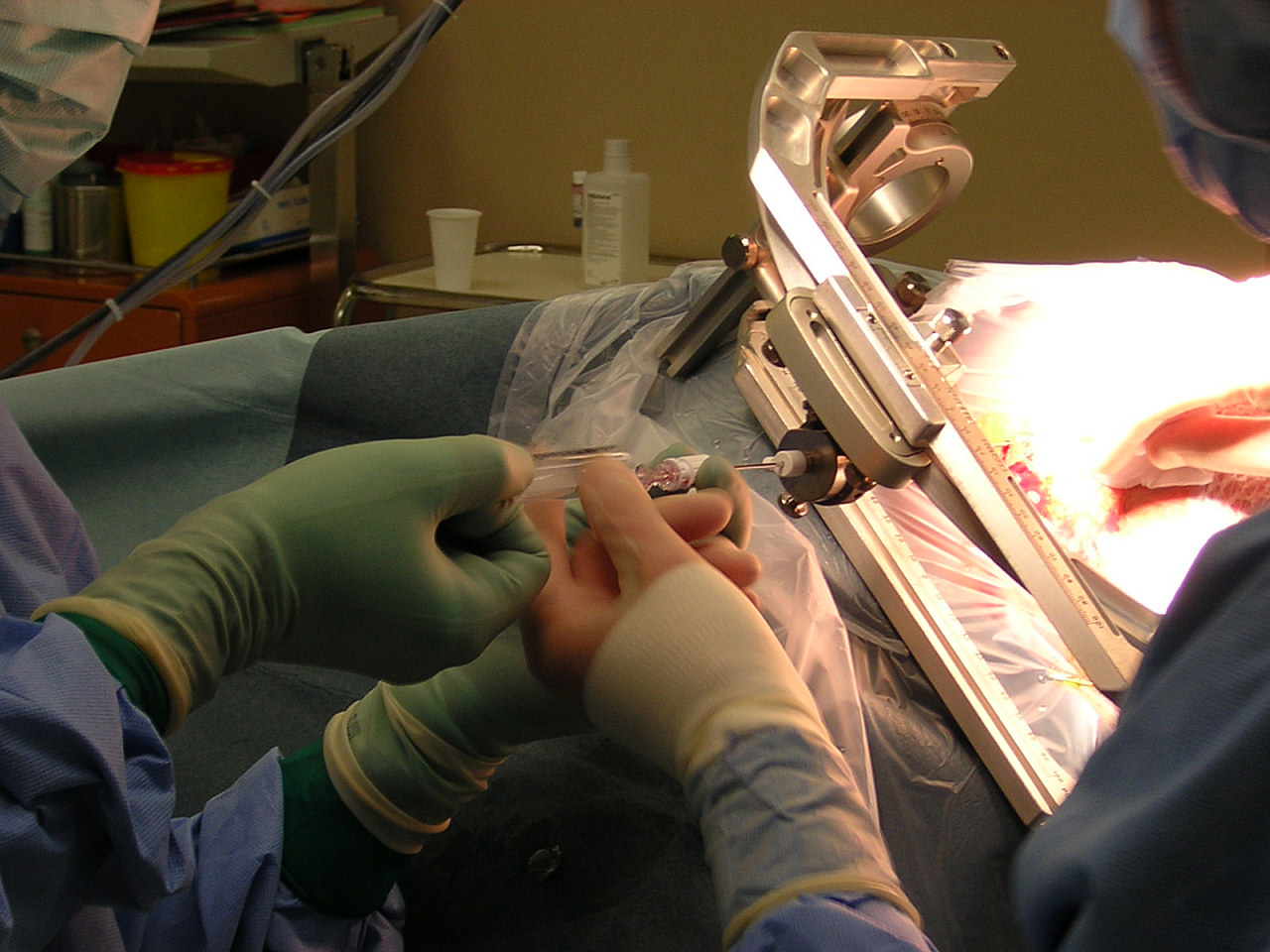
Stereotaktische Biopsie

Die stereotaktische Hirnoperation (oder Stereoencephalotomie) ist eine neurochirurgische Operation, bei der die zu operierende Struktur nicht operativ freigelegt wird. Der Eingriffsort wird stattdessen mit geometrischen Methoden berechnet. Von der Einführung dieser Operationsmethode versprach sich die funktionelle Hirnchirurgie eine Beeinflussungsmöglichkeit zerebraler Funktionsabläufe, im Gegensatz zur klassischen Neurochirurgie, durch die im Wesentlichen krankhaftes Gewebe wie Tumoren, Abszesse oder Gefäßmissbildungen entfernt werden.
Die funktionelle Neurochirurgie setzt eine Methode voraus, mit der man einen Punkt irgendwo im Gehirn lädieren oder auch stimulieren kann, ohne dass man durch den Zugang Läsionen setzt. Nach der Berechnung des Eingriffsorts wird der Stereotaktische Apparat am Schädel befestigt und eine Trepanation zur Einführung einer Coagulationselektrode vorgenommen. Die Operation ist nicht schmerzhaft und wird deswegen fast immer in Lokalanästhesie ausgeführt. Die „Funktionelle Stereotaxie“ nutzt vor allem die Methode der hochfrequenten Tiefenhirnstimulation nach Implantation geeigneter Stimulationssysteme (umgangssprachlich Hirnschrittmacher). Bei speziellen Indikationen werden auch unmittelbar hirnchirurgische, läsionelle Verfahren eingesetzt.
Erstmals wurden in den letzten Jahren des 19. Jahrhunderts (Rickman Godlee 1895) vereinzelte Operationen am freigelegten Gehirn mittels eines bereits damals Stereotaxie genannten Verfahrens vorgenommen. Dabei wurde der Körper und speziell der Kopf des Patienten für den Eingriff in ein verlässlich streng fixierendes Rahmensystem starr eingespannt. Die im Rahmen der Forschungsneugier sowie der psychiatrischen Chirurgie erfolgenden Erprobungen der Möglichkeiten waren damals noch sehr begrenzt und einfach. In späteren Jahrzehnten verfeinerte man die Hilfsmittel und Methodik. Verwendet wurde ab den 1940er Jahren ein dreidimensionales Ringsystem („stereotaktischer Rahmen“), gespannt um den Kopf des Patienten. Pionierarbeit leisteten der Neurologe Ernest A. Spiegel und der Chirurg Henry T. Wycis in Philadelphia.
R. A. Meyers, der erstmals 1940 versuchte, durch chirurgische Eingriffe im Bereich der Basalganglien extrapyramidale Störungen zu behandeln, regte dazu an, über stereotaktische Eingriffe  extrapyramidale Störungen mit Hilfe von Elektrokoagulation, Kälte oder chemischen Agentien zu therapieren.
Im Herbst 2004 führte im Deutschen Ärzteblatt ein überdauernder Ethik-Konflikt unter Medizinern zu neuen Diskussionen. 1978 hatte eine Kommission beim Bundesgesundheitsamt über „Stereotaktische Hirnoperationen bei abweichendem Sexualverhalten“ dazu beigetragen, dass die von Generationen von Hirnchirurgen vorgenommenen „verstümmelnden Ausschaltungsoperationen“ endgültig eingestellt wurden, jedenfalls streng nach Gesetzesverordnungslage in Deutschland. Damals hatte sich herausgestellt, so berichtete der Hamburger Mediziner Ulrich Ehebald, dass „stillschweigend“ sogar neurotische Erkrankungen den operativen Zugriffen der Hirnchirurgen ausgesetzt gewesen waren. Er verlangte, dass klare Regeln und Indikationen sicherstellen müssten, dass die Tiefenhirnstimulation kein „weiteres Kapitel in der unrühmlichen Geschichte der psychiatrischen Chirurgie werden könnte“.
Aufgrund der Pionierarbeiten von Professor Sturm an therapierefraktären Zwangserkrankungen könne man allerdings noch keinesfalls von einer Rückkehr der Psychochirurgie sprechen, beruhigte Ulrich Voderholzer vom Universitäts-Klinikum Freiburg.

## Strahlentherapie
Die stereotaktische Radio- oder Strahlentherapie verwendet ebenfalls millimetergenaue bildgestützte Führung der Instrumente und einen fest mit dem Kopf des Patienten verschraubten Fixierrahmen. Alternativ erfolgt die Fixierung mittels einer vorab gefertigten angepassten Maske. Eine sehr hohe Strahlendosis wird auf einem kleinen Gebiet konzentriert, sodass dieses Gewebe (z. B. eine Metastase) vernichtet wird, vergleichbar mit dem Ergebnis einer Operation. Geeignete Bestrahlungsgeräte sind das Gamma-Knife, das Cyberknife, oder andere speziell modifizierte Linearbeschleuniger. Zur Bestrahlung kann man auch Isotope implantieren. Vereinzelte zerebrale Tumoren, die einer Operation nicht zugänglich sind, können durch eine stereotaktische Isotopenimplantation intensiv mit ionisierender Strahlung behandelt werden (beispielsweise kleinere Tumoren der zentralen grauen Kerne). Die Wahl des Strahlers (Yttrium, Iridium, Cobalt etc.) richtet sich nach der Größe des zu zerstörenden Gewebes. Auch zur Hypophysektomie  wird die Implantation von radioaktiven Isotopen herangezogen.

## Alternativen
Ein weiteres Verfahren der Neurochirurgie, das als Weiterentwicklung der Stereotaxie angesehen werden kann, ist die Neuronavigation.